# 5575 Раянпарк
5575 Раянпарк (5575 Ryanpark, 1985 RP2, 1979 MY) — астероїд головного поясу, відкритий 4 вересня 1985 року.
Тіссеранів параметр щодо Юпітера — 3,200.